# Seznam dílů seriálu Dobré zprávy
Toto je seznam dílů seriálu Dobré zprávy, českého televizního seriálu z televizního prostředí. Seriál Dobré zprávy je vysílán od 26. října 2022 na stanici Prima.

## Přehled řad
| Řada | Díly | Premiéra v ČR  | Premiéra v ČR  |
| Řada | Díly | První díl      | Poslední díl   |
| ---- | ---- | -------------- | -------------- |
| 1    | 42   | 26. října 2022 | 14. srpna 2023 |

## Seznam dílů

### První řada (2022–2023)
| Č. v seriálu | Č. v řadě | Původní název               | Režie              | Scénář                                       | Premiéra v ČR      | Sledovanost (v mil. diváků) |
| ------------ | --------- | --------------------------- | ------------------ | -------------------------------------------- | ------------------ | --------------------------- |
| 1            | 1         | Jízda s princem             | Libor Kodad        | David Litvák, David Holý, Ladislav Karpianus | 26. října 2022     | 0,612                       |
| 2            | 2         | Boháč z jeskyně             | Libor Kodad        | David Holý                                   | 2. listopadu 2022  | 0,509                       |
| 3            | 3         | Čuníci a labutě             | Libor Kodad        | Jiří Suchý z Tábora                          | 9. listopadu 2022  | 0,435                       |
| 4            | 4         | Hrdinové                    | Libor Kodad        | David Holý                                   | 16. listopadu 2022 | 0,430                       |
| 5            | 5         | Krize                       | Libor Kodad        | David Holý                                   | 23. listopadu 2022 | 0,493                       |
| 6            | 6         | Přelet nad kukaččím hnízdem | Libor Kodad        | Jiří Suchý z Tábora                          | 30. listopadu 2022 | 0,470                       |
| 7            | 7         | Kukačko už nekukej          | Libor Kodad        | David Litvák                                 | 7. prosince 2022   | 0,519                       |
| 8            | 8         | Plán B                      | Libor Kodad        | Jiří Suchý z Tábora                          | 14. prosince 2022  | 0,475                       |
| 9            | 9         | Tajemství Karla Kunce       | Lukáš Buchar       | Jiří Suchý z Tábora                          | 21. prosince 2022  | 0,436                       |
| 10           | 10        | In kdoulovice veritas       | Lukáš Buchar       | Tereza Karpianus                             | 2. ledna 2023      | 0,354                       |
| 11           | 11        | Panika a jiné ataky         | Lukáš Buchar       | Jiří Suchý z Tábora                          | 9. ledna 2023      | 0,331                       |
| 12           | 12        | Piloty do zdi               | Lukáš Buchar       | David Holý                                   | 16. ledna 2023     | 0,372                       |
| 13           | 13        | Výpadek proudu              | Lukáš Buchar       | David Holý                                   | 23. ledna 2023     | 0,323                       |
| 14           | 14        | Rošáda                      | Lukáš Buchar       | David Holý                                   | 30. ledna 2023     | 0,345                       |
| 15           | 15        | Souboj o pozici             | Jaromír Polišenský | David Holý                                   | 6. února 2023      | 0,316                       |
| 16           | 16        | Chce to víc bulváru         | Jaromír Polišenský | David Holý                                   | 13. února 2023     | 0,285                       |
| 17           | 17        | Plus jednička               | Jaromír Polišenský | Jiří Suchý z Tábora                          | 20. února 2023     | 0,311                       |
| 18           | 18        | Získej svého náměstka       | Jaromír Polišenský | David Holý                                   | 27. února 2023     | 0,327                       |
| 19           | 19        | Jabloňový sad               | Lukáš Buchar       | Jiří Suchý z Tábora                          | 6. března 2023     | 0,344                       |
| 20           | 20        | Zahrádecké zoufalky         | Lukáš Buchar       | Marek Ciccotti, David Litvák                 | 13. března 2023    | 0,311                       |
| 21           | 21        | Ondřejova nová holka        | Lukáš Buchar       | David Holý                                   | 20. března 2023    | 0,333                       |
| 22           | 22        | Na kolena                   | Lukáš Buchar       | Tereza Karpianus                             | 27. března 2023    | 0,316                       |
| 23           | 23        | Citové referendum           | Lukáš Buchar       | Jiří Suchý z Tábora                          | 3. dubna 2023      | 0,332                       |
| 24           | 24        | Marián, Mistr humoru        | Lukáš Buchar       | Petr Hauzírek                                | 10. dubna 2023     | 0,317                       |
| 25           | 25        | Muži na kolenou             | Jaromír Polišenský | Jiří Suchý z Tábora                          | 17. dubna 2023     | 0,322                       |
| 26           | 26        | Je tohle pravá láska?       | Jaromír Polišenský | David Holý                                   | 24. dubna 2023     | 0,336                       |
| 27           | 27        | Kompro!                     | Jaromír Polišenský | Jiří Suchý z Tábora                          | 1. května 2023     | 0,299                       |
| 28           | 28        | Polibek od gentlemana       | Jaromír Polišenský | David Holý                                   | 8. května 2023     | 0,328                       |
| 29           | 29        | Tajemství                   | Jaromír Polišenský | Jiří Suchý z Tábora                          | 15. května 2023    | 0,268                       |
| 30           | 30        | Veřejné tajnosti            | Jaromír Polišenský | Marek Ciccotti                               | 22. května 2023    | 0,274                       |
| 31           | 31        | Stačily dvě rány            | Lukáš Buchar       | David Holý                                   | 29. května 2023    | 0,311                       |
| 32           | 32        | Velké odhalování            | Lukáš Buchar       | David Holý                                   | 5. června 2023     | 0,314                       |
| 33           | 33        | Pavilon hyen                | Lukáš Buchar       | Jiří Suchý z Tábora                          | 12. června 2023    | 0,304                       |
| 34           | 34        | Štěnice                     | Lukáš Buchar       | Tereza Karpianusová                          | 19. června 2023    | 0,342                       |
| 35           | 35        | Ultimátum                   | Lukáš Buchar       | Jiří Suchý z Tábora                          | 26. června 2023    | 0,334                       |
| 36           | 36        | Doupě neřesti               | Lukáš Buchar       | David Holý                                   | 3. července 2023   | 0,176                       |
| 37           | 37        | Slovo proti slovu           | Jaromír Polišenský | Jiří Suchý z Tábora                          | 10. července 2023  | 0,243                       |
| 38           | 38        | Práce snů                   | Jaromír Polišenský | David Holý                                   | 17. července 2023  | 0,209                       |
| 39           | 39        | Andělé v Americe            | Jaromír Polišenský | Jiří Suchý z Tábora                          | 24. července 2023  | 0,216                       |
| 40           | 40        | Svatba v přímém přenosu     | Jaromír Polišenský | David Holý                                   | 31. července 2023  | 0,241                       |
| 41           | 41        | Chomout!                    | Jaromír Polišenský | Jiří Suchý z Tábora                          | 7. srpna 2023      | 0,258                       |
| 42           | 42        | Loučení                     | Jaromír Polišenský | David Litvák, David Holý                     | 14. srpna 2023     | 0,191                       |